# Armoriale dei comuni del Gard
Questa pagina contiene le armi (stemma e blasonatura) dei comuni del Gard.
| Stemma | Nome del comune e blasonatura |
| ------ | --- |
|        | Aigaliers De sable à la fasce losangée d'or et de gueules (di nero, alla fascia losangata d'oro e di rosso) |
|        | Aigues-Mortes D'or à un Saint Martin de carnation, vêtu d'azur et chaussé du champ, monté sur un cheval de gueules sellé et harnaché aussi d'or, coupant son manteau aussi de gueules pour en remettre la moitié à un pauvre boiteux de carnation vêtu aussi d'azur, à la béquille au naturel, le tout sur une terrasse de sinople (d'oro, al San Martino di carnagione, vestito d'azzurro e calzato del campo, su un cavallo di rosso brigliato e gualdrappato pure d'oro, che taglia il suo mantello pure di rosso per darne la metà a un povero monco di carnagione vestito d'azzurro, con una stampella al naturale, il tutto su un terrazzo di verde) |
|        | Aigues-Vives D'azur à la source d'argent jaillissant d'un amas de rochers au naturel mouvant des flancs et herbés de sinople, et se jetant dans une rivière aussi d'argent mouvant de la pointe, le tout surmonté de l'inscription AQVA VIVA en lettres capital d'or posée en fasce voutée (d'azzurro, alla sorgente d'argento scorrente da un ammasso di rocce al naturale movente dai fianchi ed erbato di verde, che si versa in un fiume pure d'argento movente dalla punta, il tutto sormontato dall'iscrizione AQUA VIVA in lettere maiuscole d'oro poste in fascia centrata) |
|        | Aiguèze D'azur au pal losangé d'argent et de sinople (d'azzurro, al palo losangato d'argento e di verde) |
|        | Aimargues Coupé d'azur et d'argent à la croix haussée d'or posée en bande brochant sur la partition (troncato d'azzurro e d'argento, alla croce latina d'oro, posta in banda e attraversante sulla partizione) |
|        | Alès de gueules au demi-vol d'argent (di rosso, al semivolo d'argento) |
|        | Allègre-les-Fumades 'azur à la bande losangée d'or et de sinople (d'azzurro, alla banda losangata d'oro e di verde) |
|        | Alzon D'or aux trois daims de sable ailés d'argent (d'oro, a tre daini di nero alati d'argento) |
|        | Anduze D'azur au château d'argent ouvert et ajouré de sable, donjonné de trois tourelles aussi d'argent, celle du milieu plus haute, le tout maçonné aussi de sable (d'azzurro, al castello d'argento aperto e finestrato di nero, torricellato di tre pezzi pure d'argento, con la torre centrale più alta, il tutto murato pure di nero) |
|        | Les Angles De sinople au pal losangé d'argent et de sinople (di verde, al palo losangato d'argento e di verde) |
|        | Aramon D'argent à une montagne de sinople sommée d'un autel antique d'or sommé d'une flamme de gueules (d'argento, alla montagna di verde cimata da un altare antico d'oro sostenente una fiamma di rosso) |
|        | Argilliers 'D'azur au pal losangé d'argent et de sable (d'azzurro, al palo losangato d'argento e di nero) |
|        | Arpaillargues-et-Aureillac D'argent la bande losangée d'argent et de sable (d'argento, alla banda losangata d'argento e di nero) |
|        | Arphy 'azur à la fasce d'or accompagnée de trois arcs couchés du même (d'azzurro, alla fascia d'oro, accompagnata da tre archi coricati dello stesso) |
|        | Arre De sinople à la tour d'argent senestrée d'un avant-mur du même, le tout maçonné de sable (di verde, alla torre d'argento, sinistrata da un avantimuro dello stesso, il tutto murato di nero) |
|        | Arrigas Bandé d'or et d'azur, au chef de sable chargé d'une aigle aussi d'or (bandato d'oro e d'azzurro; al capo di nero, caricato da un'aquila pure d'oro) |
|        | Aubais De sable à la montagne d'or sommée d'une croisette latine du même et soutenue d'un ruisseau de sinople mouvant de la pointe (di nero, alla montagna d'oro, cimata da una crocetta latina dello stesso e sostenuta da un ruscello di verde movente dalla punta) |
|        | Aubussargues De sinople au pal losangé d'or et de sable (di verde, al palo losangato d'oro e di nero) |
|        | Aujac d'hermine au chef losangé d'argent et de sinople (d'armellino, al capo losangato d'argento e di verde) |
|        | Aujargues Deux écus accolés : 1. Ecartelé : au premier et au quatrième d'or aux trois lambels de gueules l'un sur l'autre, au deuxième et au troisième d'azur aux trois pals d'or, les pals d'azur chargés chacun de quatre roses d'argent ; sur le tout d'argent au noyer terrassé de sinople 2. D'azur au chevron accompagné en chef d'un croissant accosté de deux étoiles et en pointe d'un trèfle, le tout d'argent (due scudi accollati:' 1. inquartato: nel 1º e 4º d'oro, a tre lambelli di rosso l'uno sull'altro; nel 2º e 3º d'azzurro, a tre pali d'oro, con i pali d'azzurro caricati ciascuno di quattro rose d'argento; sultutto d'argento al noce terrazzato di verde '2. d'azzurro, allo scaglione accompagnato in capo a un crescente accostato da due stelle e in punta da un trifoglio, il tutto d'argento) |
|        | Aulas D'or à l'aigle de sable, au chef d'azur chargé de trois tours d'argent (d'oro, all'aquila di nero; al capo d'azzurro caricato di tre torri d'argento) |
|        | Aumessas D'argent à l'aigle de sable (d'argento, all'aquila di nero) |
|        | Bagnols-sur-Cèze De gueules aux trois tinettes suspendues chacune à un anneau du même par trois cordons aussi d'or, au chef cousu de sinople chargé de trois fleurs de lys d'or (di rosso, a tre tini, ciascuno sospeso a un anello con tre cordoni, il tutto d'oro; al capo cucito di verde, caricato di tre gigli d'oro) |
|        | Baron d'or à la bande losangée d'or et d'azur (d'oro, alla banda losangata d'oro e d'azzurro) |
|        | Beaucaire écartelé d'or et de gueules (inquartato d'oro e di rosso) |
|        | Beauvoisin écartelé : aux 1 et 4 de gueules à l'aigle d'argent, aux 2 et 3 d'or aux quatre branches de genêt, ordonnées 2 et 2, arrondies et affrontées de sinople (inquartato: nel 1° e 4° di rosso, all'aquila d'argento; nel 2° e 3° d'oro, a quattro rami di ginestra, ordinati 2 e 2, incurvati in cerchio e affrontati di verde) |
|        | Bezouce Ecartelé: au premier d'azur aux trois croisettes latines cousues de gueules mal ordonnées, au deuxième d'hermine plain, au troisième d'argent à la grappe de raisin de gueules feuillée d'une pièce de sinople senestrée d'un rameau d'olivier du même fruité de sable, au quatrième d'azur au moulin à vent d'or sur une terrasse du même, à la plume d'oie d'argent brochant en barre sur le tout (inquartato: nel 1º d'azzurro, a tre crocette latine cucite di rosso, male ordinate; nel 2º d'armellino pieno; nel 3º d'argento, al grappolo d'uva di rosso, fogliato di un pezzo di verde, sinistrato da un ramo d'olivo dello stesso fruttato di nero; nel 4º d'azzurro, al mulino a vento d'oro, su una terrazza dello stesso, alla piuma d'oca d'argento attraversante in sbarra sul tutto)                     |
|        | Blandas D'azur aux trois chevrons d'argent (d'azzurro, a tre scaglioni d'argento) |
|        | Blauzac De gueules au cavalier romain suivi de deux fantassins, les trois contournés et armés d'une lance, la tout d'argent posé sur une champagne du même chargée de deux fleurs de lys soudées d'or (di rosso, al cavaliere romano seguito da due legionari, tutti e tre rivoltati e armati di una lancia, il tutto d'argento e posto su una campagna dello stesso caricata da due gigli saldati d'oro) |
|        | Boisset-et-Gaujac D'azur aux trois buis arrachés d'or (d'azzurro, a tre alberi di bosso sradicati d'oro) |
|        | Boissières De sable aux trois fasces échiquetées d'or et de sable de trois tires, les fasces de sable chargées de six besants d'argent, trois sur la première, deux sur la deuxième, un sur la troisième, au chef de gueules chargé d'un sanglier cousu aussi de sable, allumé et défendu aussi d'argent (di nero, a tre fasce scaccate d'oro e di nero di tre tiri, le fasce di nero caricate di sei bisanti d'argento, tre sulla prima, due sulla seconda e uno sulla terza; al capo di rosso, caricato di un cinghiale cucito pure di nero, illuminato e difeso pure d'argento) |
|        | Bonnevaux d'hermine au chef losangé d'argent et de sable (d'armellino, al capo losangato d'argento e di nero) |
|        | Bordezac Tranché : au premier d'hermine au dolmen de gueules, au second d'azur à la croix fleurdelysée d'argent (trinciato: nel 1º d'armellino, al dolmen di rosso; nel 2º d'azzurro, alla croce fiordalisata d'argento) |
|        | Boucoiran-et-Nozières De sinople à la fasce losangée d'or et de sinople (di verde, alla fascia losangata d'oro e di verde) |
|        | Bouillargues taillé, au premier de gueules à la croix cléchée, vidée et pommetée de douze pièces d'or, au second d'or au trident de gardian soudé d'argent (tagliato: nel 1° di rosso alla croce a chiave vuota e pomettata di dodici pezzi d'oro; nel 2° d'oro, al tridente da guardiano saldato d'argento) |
|        | Bouquet Ecartelé : au premier et au quatrième d'argent aux quatre têtes de maure de sable tortillées du champ, au deuxième et au troisième de gueules aux quatre pals d'or ; sur le tout de gueules au mouton d'or surmonté d'un croissant d'argent (inquartato: nel 1ºe 4º d'argento, a quattro teste di moro di nero attortigliate del campo; nel 2º e 3º di rosso, a quattro pali d'oro; sul tutto di rosso, al montone d'oro sormontato da un crescente d'argento) |
|        | Bourdic d'argent à la bande losangée d'argent et de sinople (d'argento, alla banda losangata d'argento e di verde) |
|        | Bragassargues D'azur aux trois rochers d'argent mouvant de la pointe, au chef du même chargé de trois étoiles de gueules (d'azzurro, a tre rocce d'argento moventi dalla punta; al capo dello stesso caricato di tre stelle di rosso) |
|        | Branoux-les-Taillades D'azur aux trois flambeaux d'or allumés de gueules, rangés en fasce (d'azzurro, a tre fiaccole d'oro, illuminate di rosso, ordinate in fascia) |
|        | Bréau-et-Salagosse Deux écus accolés : 1. De sinople au taureau furieux d'or 2. D'azur au château de trois tours d'argent, ouvert, ajouré et maçonné de sable (due scudi accollati: 1. di verde al toro furioso d'oro '2. d'azzurro, al castello torricellato di tre pezzi d'argento, aperto, finestrato e murato di nero) |
|        | Brignon de vair au chef losangé d'argent et d'azur (di vaio, al capo losangato d'argento e d'azzurro) |
|        | Brouzet-lès-Alès de sinople au chef losangé d'argent et d'azur (di verde, al capo losangato d'argento e d'azzurro) |
|        | La Bruguière De sable au pal losangé d'argent et de sinople (di nero, al palo losangato d'argento e di verde) |
|        | La Calmette De vair à la fasce losangée d'argent et de sable (di vaio, alla fascia losangata d'argento e di nero) |
|        | Cannes-et-Clairan Tranché : au premier de vair à la fasce losangée d'or et d'azur, au second d'hermine à la fasce losangée d'argent et de sable (trinciato: nel 1º di vaio, alla fascia losangata d'oro e d'azzurro; nel 2º d'armellino, alla fascia losangata d'argento e di nero) |
|        | La Capelle-et-Masmolène D'or à la fasce losangée d'argent et de sinople (d'oro, alla fascia losangata d'argento e di verde) |
|        | Cardet D'azur au croissant d'or, à la bordure crénelée de sept pièces du même (d'azzurro, al crescente d'oro; alla bordura merlata di sette pezzi dello stesso) |
|        | Carnas De gueules au château d'argent ouvert et maçonné de sable, surmonté d'un calice d'or d'où émerge une tête de serpent aussi de sable languée aussi d'or (di rosso, al castello d'argento aperto e murato di nero, sormontato da un calice d'oro da cui emerge una testa di serpente pure di nero linguata pure d'oro) |
|        | Carsan De gueules à la fasce losangée d'argent et de sable (di rosso, alla fascia losangata d'argento e di nero) |
|        | Cassagnoles D'azur à Saint Martin au naturel donnant la moitié de son manteau à un pauvre du même (d'azzurro, al San Martino al naturale che dona la metà del suo mantello a un povero dello stesso) |
|        | Castelnau-Valence Deux écus accolés : 1. de sinople au pal losangé d'or et d'azur (Castelnau) 2. de sinople au pal losangé d'or et de gueules (Valence) (due scudi accollati: 1. di verde, al palo losangato d'oro e d'azzurro (Castelnau) '2. di verde, al palo losangato d'oro e di rosso (Valence)) |
|        | Castillon-du-Gard D'argent à la bande losangée d'or et d'azur (d'argento, alla banda losangata d'oro e d'azzurro) |
|        | Causse-Bégon De gueules à la tour d'argent surmontée de trois fleurs de lys du même rangées en chef (di rosso, alla torre d'argento, sormontata da tre gigli dello stesso ordinati nel capo) |
|        | Caveirac De gueules au château de quatre tours couvertes d'argent, vu en plan, accompagné en pointe d'une jumelle ondée du même (di rosso, al castello di quattro torri coperte d'argento, visto in pianta, accompagnato in punta da una gemella ondata dello stesso) |
|        | Cavillargues D'azur à la bande losangée d'or et d'azur (d'azzurro, alla banda losangata d'oro e d'azzurro) |
|        | Cendras De gueules à la hache d'armes d'argent accompagnée de trois fers de pique d'or (di rosso, all'ascia d'armi d'argento, accompagnata da tre punte di picca d'oro) |
|        | Chamborigaud d'or à la croix losangée d'argent et de sabld'or, à la croix losangée d'or et de gueules (d'oro, alla croce losangata d'oro e di rosso) |
|        | Chusclan d'azur à la barre losangée d'argent et de sable (d'azzurro, alla sbarra losangata d'argento e di nero) |
|        | Clarensac D'azur à la fontaine couverte d'argent maçonnée de sable, cantonnée de quatre tours aussi d'argent (d'azzurro, alla fontana coperta d'argento, murata di nero, accantonata da quattro torri pure d'argento) |
|        | Codolet D'argent à la fasce losangée d'or et de gueules (d'argento, alla fascia losangata d'oro e di rosso) |
|        | Collias D'hermine au pal losangé d'or et d'azur (d'armellino, la palo losangato d'oro e d'azzurro) |
|        | Collorgues D'azur au pal losangé d'argent et d'azur (d'azzurro, al palo losangato d'argento e d'azzurro) |
|        | Colognac De sable au lion d'or (di nero, al leone d'oro) |
|        | Combas D'or à la fasce losangée d'argent et de gueules (d'oro, alla fascia losangata d'argento e di rosso) |
|        | Concoules D'or à la fasce losangée d'argent et de sable (d'oro, alla fascia losangata d'argento e di nero) |
|        | Connaux De vair au pal losangé d'argent et d'azur (di vaio, al palo losangato d'argento e d'azzurro) |
|        | Cornillon De gueules à la fasce losangée d'argent et de gueules (di rosso, alla fascia losangata d'argento e di rosso) |
|        | Crespian De vair à la fasce losangée d'or et de sable (di vaio, alla fascia losangata d'oro e di nero) |
|        | Cros D'argent chapé de gueules aux trois roses de l'un à l'autre (d'argento, mantellato di rosso, a tre rose dell'uno nell'altro) |
|        | Cruviers-Lascours de vair au chef losangé d'or et d'azur (di vaio, al capo losangato d'oro e d'azzurro) |
|        | Deaux d'or à la croix losangée d'argent et de sable (d'oro, alla croce losangata d'argento e di nero) |
|        | Dions De vair à la fasce losangée d'argent et de sinople (di vaio, alla fascia losangata d'argento e di verde) |
|        | Domazan De sable à la fasce losangée d'or et de sable (di nero, alla fascia losangata d'oro e di nero) |
|        | Domessargues D'azur au château donjonné d'argent, la porte ouverte du champ encadrant un lion d'or (d'azzurro, al castello torricellato d'argento, con la porta aperta del campo che inquadra un leone d'oro) |
|        | Durfort-et-Saint-Martin-de-Sossenac Ecartelé : au premier et au quatrième d'argent à la bande d'azur, au deuxième et au troisième de gueules au lion d'argent (inquartato: nel 1º e 4º d'argento, alla banda d'azzurro; nel 2º e 3º di rosso, al leone d'argento) |
|        | Estézargues De vair au pal losangé d'or et d'azur (di vaio, al palo losangato d'oro e d'azzurro) |
|        | Euzet De gueules au pal losangé d'argent et de gueules (di rosso, al palo losangato d'argento e di rosso) |
|        | Flaux De vair au pal losangé d'or et de gueules (di vaio, al palo losangato d'oro e di rosso) |
|        | Foissac De sinople au pal losangé d'or et de sinople (di verde, al palo losangato d'oro e di verde) |
|        | Fontanès d'azur à la barre losangée d'argent et de sinople (d'azzurro, alla sbarra losangata d'argento e di verde) |
|        | Gagnières De sinople à la fasce losangée d'argent et d'azur (di verde, alla fascia losangata d'argento e d'azzurro) |
|        | Gajan D'hermine à la fasce losangée d'or et de gueules (d'armellino, alla fascia losangata d'oro e di rosso) |
|        | Gallargues-le-Montueux De gueules au coq d'or, au chef cousu d'azur chargé de trois fleurs de lys aussi d'or (di rosso, al gallo d'oro; al capo cucito d'azzurro caricato di tre gigli pure d'oro) |
|        | Le Garn D'or à la bande losangée d'or et de gueules (d'oro, alla banda losangata d'oro e di rosso) |
|        | Garrigues-Sainte-Eulalie De sable au pal losangé d'or et de gueules (di nero, al palo losangato d'oro e di rosso) |
|        | Gaujac De gueules à la bande losangée d'argent et de sable (di rosso, alla banda losangata d'argento e di nero) |
|        | Générargues D'azur à la fasce d'argent chargée de trois lions de sable (d'azzurro, alla fascia d'argento caricata di tre leoni di nero) |
|        | Génolhac De sable au pal losangé d'argent et de gueules (di nero, al palo losangato d'argento e di rosso) |
|        | Goudargues D'argent au pal losangé d'argent et de gueules (d'argento, al palo losangato d'argento e di rosso) |
|        | La Grand-Combe De sinople au pairle cousu de sable chargé, en chef, de deux pics affrontés et, en pointe, d'une lanterne de mineur, le tout d'or, et accompagné de trois châteaux du même ouverts et ajourés aussi de sable (di verde, alla pergola cucita di nero, caricata in capo da due picconi addossati e, in punta, da una lanterna da minatore, il tutto d'oro, e accompagnata da tre castelli dello stesso aperti e finestrati pure di nero) |
|        | Le Grau-du-Roi Parti : au premier d'or aux deux thons de gueules posés en pal et rangés en fasce en pointe, surmontés d'une grappe de raisin du même feuillée de sinople, au second d'azur au lion d'or lampassé de gueules ; aux deux bisses d'argent entrelacées brochant en pal sur le tout (partito: nel 1º d'oro, a due tonni di rosso nella punta, posti in palo e ordinati in fascia, sormontati da un grappolo d'uva dello stesso, fogliato di verde; nel 2º d'azzurro, al leone d'oro lampassato di rosso; a due bisce d'argento intrecciate e attraversanti in palo sul tutto) |
|        | Issirac D'azur au pal losangé d'or et de sable (d'azzurro, al palo losangato d'oro e di nero) |
|        | Jonquières-Saint-Vincent D'argent à la botte de joncs de sinople, liée d'or, avec ces inscriptions en flancs L'EN TIENS à dextre et DEUX MILLE à senestre en lettres capitales de sable, accompagnée de trois ombres d'étoiles (d'argento, al mazzo di giunchi di verde, legato d'oro, con ai fianchi le iscrizioni L'EN TIENS, a destra, e DEUX MILLE, a sinistra, in lettere maiuscole di nero, accompagnate da tre ombre di stelle) |
|        | Lamelouze D'azur au violon d'or accompagné de quatre abeilles du même ordonnées 1, 2 et 1 (d'azzurro, al violino d'oro, accompagnato da quattro api dello stesso ordinate 1, 2 e 1) |
|        | Langlade D'argent aux trois échalas au naturel surmontés au point du chef d'une grappe de raisin de pourpre feuillée de deux pièces de sinople (d'argento, a tre tutori di vigna al naturale, sormontati in capo da un grappolo d'uva di porpora fogliata di due pezzi di verde) |
|        | Lasalle De gueules au château d'o (di rosso, al castello d'oro) |
|        | Laudun-l'Ardoise D'azur au sautoir (alias : sautoir alésé) d'or, au lambel de gueules brochant en chef (d'azzurro, al decusse (alias: al decusse scorciato) d'oro, al lambello di rosso attraversante in capo) |
|        | Laval-Pradel D'azur à la fasce losangée d'argent et de sinople (d'azzurro, alla fascia losangata d'argento e di verde) |
|        | Lédenon D'azur aux trois pals d'or, au chef cousu de gueules chargé de trois hydres de sept têtes aussi d'or (d'azzurro, a tre pali d'oro; al capo cucito di rosso, caricato di tre idre minacciose pure d'oro) |
|        | Lédignan De gueules au soleil d'or, au chef cousu de sinople chargé d'une colombe essorante d'argent accostée de deux croisettes du même (di rosso, al sole d'oro; al capo cucito di verde, caricato di una colomba sorante d'argento accostata da due crocette dello stesso) |
|        | Lézan D'azur aux deux pilotis d'or, celui de dextre penché en bande et sommé d'une couronne crénelée de sept pièces du même (d'azzurro, a due pilastri di legno d'oro, quello di destra posto in banda e cimato da una corona merlata di sette pezzi dello stesso) |
|        | Lirac D'azur à Saint Pierre d'or, tenant de sa main dextre deux clefs du même (d'azzurro, al San Pietro d'oro, tenente con la mano destra due chiavi dello stesso) |
|        | Lussan de gueules au chef losangé d'argent et de sinople (di rosso, al capo losangato d'argento e di verde) |
|        | Malons-et-Elze de sable au chef losangé d'or et de gueules ; de gueules à la fasce losangée d'or et de sable (di nero, al capo losangato d'oro e di rosso & di rosso, alla fascia losangata d'oro e di nero) |
|        | Mars D'azur à la muraille crénelée de cinq pièces d'argent, maçonnée de sable (d'azzurro, alla muraglia merlata di cinque pezzi d'argento, murata di nero) |
|        | Martignargues De gueules au pal losangé d'argent et de sable (di rosso, al palo losangato d'argento e di nero) |
|        | Le Martinet D'argent aux quatre fasces ondées d'azur, mantelé ployé de gueules semé de clous d'or (d'argento, a quattro fasce ondate d'azzurro, mantellato ritondato di rosso seminato di chiodi d'oro) |
|        | Maruéjols-lès-Gardon De tenné aux trois épis liés d'or, accostés des lettres M et G capitales de sable (di tanné, a tre spighe legate d'oro, accostate dalle lettere M e G maiuscole di nero) |
|        | Mauressargues de vair au chef losangé d'argent et de sinople (di vaio, al capo losangato d'argento e di verde) |
|        | Méjannes-le-Clap D'argent à la bande losangée d'or et de gueules (d'argento, alla banda losangata d'oro e di rosso) |
|        | Méjannes-lès-Alès D'hermine au pal losangé d'argent et de sinople (d'armellino, al palo losangato d'argento e di verde) |
|        | Meynes D'argent à la bande fuselée d'argent et de gueules (d'argento, alla banda fusata d'argento e di rosso) |
|        | Meyrannes D'argent à la bande losangée d'argent et de gueules (d'azzurro, alla banda losangata d'oro e di verde) |
|        | Mialet D'azur à l'épée haute d'or (d'azzurro, alla spada d'oro) |
|        | Milhaud D'or aux quatre pals de gueules, à la bande brochant d'azur, au chef du même chargé de trois fleurs de lys aussi d'or (d'oro, a quattro pali di rosso, alla banda attraversante d'azzurro, al capo dello stesso caricato di tre gigli pure d'oro) |
|        | Molières-Cavaillac D'argent à la fasce d'azur chargée de trois besants d'or (d'argento, alla fascia d'azzurro caricata di tre bisanti d'oro) |
|        | Monoblet D'argent au griffon de gueules (d'argento, al grifone di rosso) |
|        | Mons D'or au pal losangé d'or et de sable (d'oro, al palo losangato d'oro e di nero) |
|        | Montagnac D'azur à la fasce losangée d'argent et d'azur (d'azzurro, alla fascia losangata d'argento e d'azzurro) |
|        | Montaren-et-Saint-Médiers écartelé au premier d'or au pal losangé d'argent et de sinople, au deuxième et au troisième de gueules à la croix cléchée, vidée et pommetée de douze pièces d'or, au quatrième d'or, à la croix losangée d'argent et d'azur (inquartato: nel 1° d'oro, al palo losangato d'argento e di verde; nel 2° e 3° di rosso, alla croce a chiave vuota e pomettata di dodici pezzi d'oro; nel 4° d'oro, alla croce losangata d'argento e d'azzurro) |
|        | Montclus De vair au pal losangé d'or et de sinople (di vaio, al palo losangato d'oro e di verde) |
|        | Montdardier De gueules au chevron d'or surmonté d'une flèche couchée du même et soutenu d'une montagne d'argent mouvant de la pointe (di rosso, allo scaglione d'oro sormontato da una freccia dello stesso posta in fascia e sostenuto da una montagna d'argento movente dalla punta) |
|        | Montdardier (stemma antico) D'argent à trois fasces crénelées de cinq pièces de gueules (d'argento, a tre fasce merlate di cinque pezzi di rosso) |
|        | Monteils d'azur à la barre losangée d'argent et d'azur (d'azzurro, alla sbarra losangata d'argento e del campo) |
|        | Montfaucon d'hermine au chef losangé d'or et de sable (d'armellino, al capo losangato d'oro e di nero) |
|        | Montfrin D'argent au monde d'azur cerclé et croisé d'or, soutenu de l'inscription MONSFRINUS en lettres capitales de sable (d'argento, al mondo d'azzurro, cerchiato e crociato d'oro, accompagnato in punta dalla iscrizione MONSFRINUS in lettere maiuscole di nero) |
|        | Montmirat De vair à la fasce losangée d'or et de sinople (di vaio, alla fascia losangata d'oro e di verde) |
|        | Moulézan D'argent au pal losangé d'or et de sable (d'argento, al palo losangato d'oro e di nero) |
|        | Moussac De sable au pal losangé d'or et d'azur (di nero, al palo losangato d'oro e d'azzurro) |
|        | Nages-et-Solorgues D'or à la rivière de sinople dans laquelle nage un dauphin d'argent (d'oro, al fiume di verde in cui nuota un delfino d'argento) |
|        | Navacelles de sinople au chef losangé d'or et de sable (di verde, al capo losangato d'oro e di nero) |
|        | Ners De sable à la fasce losangée d'or et de sinople (di nero, alla fascia losangata d'oro e di verde) |
|        | Nîmes de gueules au palmier terrassé de sinople, au fût duquel est attaché par une chaîne d'or en bande un crocodile passant contourné aussi de sinople, colleté d'or, surmonté des inscriptions COL à dextre et NEM à senestre du même, les branches du palmier soutenant au quartier dextre une couronne de lauriers liée d'or (di rosso, al palmizio terrazzato di verde, al cui fusto è attaccato, per mezzo di una catena d'oro posta in banda, un coccodrillo passante rivoltato sempre di verde, collarinato d'oro, sormontato dalle iscrizioni COL a destra e NEM a sinistra del palmizio, i cui rami sostengono nel quartiere destro una corona d'alloro legata d'oro) |
|        | Notre-Dame-de-la-Rouvière D'or aux trois chênes de sinople (d'oro, a tre querce di verde) |
|        | Orsan d'hermine au chef losangé d'or et de gueules (d'armellino, al capo losangato d'oro e di rosso) |
|        | Orthoux-Sérignac-Quilhan De vair à la fasce losangée d'or et de gueules (di vaio, alla fascia losangata d'oro e di rosso) |
|        | Parignargues d'azur à trois pommes d'or (d'azzurro, a tre mele d'oro) |
|        | Peyremale D'azur au cor de chasse d'or, lié d'argent, accompagné de trois molettes du même remplies aussi d'or (d'azzurro, al corno da caccia d'oro, legato d'argento, accompagnato da tre rotelle da sperone dello stesso riempite pure d'oro) |
|        | Peyrolles De sable aux trois chaudrons d'or (di nero, a tre calderoni d'oro) |
|        | Le Pin D'azur à la bande losangée d'argent et de gueules (d'azzurro, alla banda losangata d'argento e di rosso) |
|        | Les Plans de sinople au chef losangé d'argent et de gueules (di verde, al capo losangato d'argento e di rosso) |
|        | Les Plantiers D'azur à la fontaine d'argent accostée de deux arbres d'or sur une terrasse de sinople (d'azzurro, alla fontana d'argento, accostata da due alberi d'oro sui una terrazza di verde) |
|        | Pommiers D'or au pommier de sinople fruité au naturel (d'oro, al melo di verde fruttato al naturale) |
|        | Pompignan D'azur au pont de deux arches d'argent maçonné de sable (d'azzurro, al ponte di due archi d'argento, murato di nero) |
|        | Ponteils-et-Brésis d'hermine au chef losangé d'or et de sinople (d'armellino, al capo losangato d'oro e di verde) |
|        | Pont-Saint-Esprit D'azur au pont de cinq arches d'or sur des ondes d'argent mouvant de la pointe, sommé d'une croisette haussée au milieu du pont et de deux petits bâtiments, celui de dextre avec une girouette, le tout d'or, la croisette accostée de deux fleurs de lys du même et surmontée d'une colombe aussi d'argent en pal volant vers la pointe (d'azzurro, al ponte di cinque archi d'oro posato su onde d'argento moventi dalla punta, cimato da una crocetta alzata al centro del ponte e da due piccole costruzioni, quella di destra con una banderuola, il tutto d'oro, la crocetta accostata da due gigli dello stesso e sormontata da una colomba pure d'argento posta in palo e volante verso la punta) |
|        | Portes Tranché de gueules et de sinople à la bande fuselée d'argent et d'azur, les fusées posées en barre (trinciato di rosso e di verde, alla banda fusata d'argento e d'azzurro con i fusi posti in sbarra) |
|        | Pougnadoresse D'azur au pal losangé d'argent et de gueules (d'azzurro, al palo losangato d'argento e di rosso) |
|        | Pouzilhac De sable à la fasce losangée d'argent et de sinople (di nero, alla fascia losangata d'argento e di verde) |
|        | Puechredon d'or, à la bande fuselée d'argent et de sable (d'oro, alla banda fusata d'argento e di nero) |
|        | Pujaut De gueules à puy d'argent surmonté de trois fleurs de lys d'or rangées en chef (di rosso, al monte d'argento sormontato da tre gigli d'oro ordinati in capo) |
|        | Quissac D'argent au pont de sept arches de gueules, celle du milieu plus grande, sommé d'un saule pleureur de sinople et posé sur des ondes du même mouvant de la pointe (d'argento, al ponte di sette archi di rosso, quello centrale più grande, cimato da un salice piangente di verde e posto su onde dello stesso moventi dalla punta) |
|        | Redessan D'argent à la tour de gueules maçonnée de sable d'où isse un dextrochère armé tenant une épée, le tout de sable, senestré d'un pal de gueules chargé d'ondes d'argent (d'argento, alla torre di rosso murata di nero, da cui nasce un destrocherio armato tenente una spada, il tutto di nero, sinistrato da un palo di rosso caricato d'onde d'argento) |
|        | Revens D'argent au sautoir de gueules cantonné de quatre tourteaux du même (d'argento, alla croce di Sant'Andrea di rosso, accantonata da quattro torte dello stesso) |
|        | Ribaute-les-Tavernes De gueules aux trois fasces d'argent (di rosso, a tre fasce d'argento) |
|        | Rivières D'argent au pal losangé d'or et de gueules (d'argento, al palo losangato d'oro e di rosso) |
|        | Robiac-Rochessadoule D'or à la bande losangée d'or et de sinople (d'oro, alla banda losangata d'oro e di verde) |
|        | Rochefort-du-Gard D'azur à la bande losangée d'or et de gueules (d'azzurro, alla banda losangata d'oro e di rosso) |
|        | Rochegude D'argent au pal losangé d'or et d'azur (d'argento, al palo losangato d'oro e d'azzurro) |
|        | Rogues D'azur au chevron d'or accompagné de trois ciseaux à deux branches ouvertes en sautoir d'argent (d'azzurro, allo scaglione d'oro, accompagnato da tre forbici a due lame aperte in decusse d'argento) |
|        | Roquedur D'azur au duc d'or posé sur un rocher d'argent mouvant de la pointe (d'azzurro, alla civetta d'oro posta su una roccia d'argento movente dalla punta) |
|        | Roquemaure De gueules aux trois rocs d'échiquier d'or, au chef cousu d'azur chargé de trois fleurs de lys aussi d'or (di rosso, a tre rocchi di scacchiere d'oro; al capo cucito d'azzurro, caricato di tre gigli pure d'oro) |
|        | La Roque-sur-Cèze D'or à la bande losangée d'or et de sable (d'oro, alla banda losangata d'oro e di nero) |
|        | Rousson D'hermine à la fasce losangée d'or et d'azur (d'armellino, alla fascia losangata d'oro e d'azzurro) |
|        | La Rouvière D'hermine à la fasce losangée d'or et de sable (d'armellino, alla fascia losangata d'oro e di nero) |
|        | Sabran de vair au chef losangé d'or et de sinople (di vaio, al capo losangato d'oro e di verde) |
|        | Saint-Alexandre De sable à la fasce losangée d'argent et d'azur (di nero, alla fascia losangata d'argento e d'azzurro) |
|        | Saint-Ambroix D'azur au château d'argent, ouvert et ajouré de deux fenêtres de sable, flanqué de deux grosses tours aussi d'argent, ajourées chacune d'une fenêtre aussi de sable (d'azzurro, al castello d'argento, aperto e finestrato di due finestre di nero, fiancheggiato da due grosse torri pure d'argento, ciascuna finestrata da una finestra pure di nero) |
|        | Saint-André-de-Majencoules De gueules au sautoir alésé d'argent, au chef aussi d'argent chargé d'une étoile de gueules accostée de deux croissants du même (di rosso, al decusse scorciato d'argento; al capo pure d'argento caricato da una stella di rosso accostata da due crescenti dello stesso) |
|        | Saint-André-de-Roquepertuis Tranché : au premier de sinople à la grappe de raisin de gueules feuillée du champ, au second de sinople au pont de trois arches d'argent sur des ondes d'azur mouvant de la pointe, sommé d'un village d'or surmonté d'un soleil naissant du même ; à la bande losangée d'or et de gueules d'une tire brochant sur la partition (trinciato: nel 1º di verde, al grappolo d'uva di rosso fogliato del campo; nel 2º di verde, al ponte di tre archi d'argento su onde d'azzurro moventi dalla punta, cimato da un villaggio d'oro sormontato da un sole nascente dello stesso; alla banda losangata d'oro e di rosso attraversante sulla partizione) |
|        | Saint-André-de-Valborgne D'azur au sautoir alésé d'argent (d'azzurro, al decusse scorciato d'argento) |
|        | Saint-André-d'Olérargues D'azur au pal losangé d'or et d'azur (d'azzurro, al palo losangato d'oro e d'azzurro) |
|        | Saint-Bauzély D'azur à la fasce losangée d'argent et de gueules (d'azzurro, alla fascia losangata d'argento e di rosso) |
|        | Saint-Bénézet D'argent à l'olivier de sinople surmonté d'une croisette haussée de gueules accostée des lettres S et B capitales du même (d'argento, all'olivo di verde sormontato da una crocetta alzata di roso, accostata dalle lettere maiuscole S e B dello stesso) |
|        | Saint-Bonnet-de-Salendrinque De gueules au lion d'or (di rosso, al leone d'oro) |
|        | Saint-Bonnet-du-Gard D'or au lion de gueules, armé et lampassé de sable, au chef d'azur chargé de trois étoiles du champ (d'oro, al leone di rosso, armato e lampassato di nero; al capo d'azzurro caricato di tre stelle del campo) |
|        | Saint-Brès de gueules au chef losangé d'or et de gueules (di rosso, al capo losangato d'oro e di rosso) |
|        | Saint-Bresson D'azur semé de fleurs de lys d'argent (d'azzurro seminato di gigli d'argento) |
|        | Saint-Césaire-de-Gauzignan De gueules au pal losangé d'argent et de sinople (di rosso, al palo losangato d'argento e di verde) |
|        | Saint-Chaptes De vair au pal losangé d'argent et de sinople (di vaio, al palo losangato d'argento e di verde) |
|        | Saint-Christol-de-Rodières D'or au pal losangé d'or et de gueules (d'oro, al palo losangato d'oro e di rosso) |
|        | Saint-Christol-lès-Alès Parti ondé : au premier d'azur à la tour d'or, au second d'or à la grappe de raisin feuillée d'azur ; à la pyramide de Saint Christol d'argent brochant sur la partition (partito ondato: nel 1º d'azzurro, alla torre d'oro; nel 2º d'oro, al grappolo d'una fogliato d'azzurro; alla piramide di Saint Christol d'argento attraversante sulla partizione) |
|        | Saint-Clément D'azur au château de deux tours couvertes d'argent, maçonné de sable, soutenu d'un mouton aussi d'argent accosté de deux larmes du même (d'azzurro, al castello di due torri coperte d'argento, murato di nero, sostenuto da un montone pure d'argento accostato da due lagrime dello stesso) |
|        | Saint-Denis D'azur à la gerbe d'or surmontée d'une colombe d'argent volant en barre du chef vers la pointe et tenant dans son bec un rameau d'olivier aussi d'or (d'azzurro, al covone d'oro, sormontato da una colomba d'argento volante in sbarra dal capo verso la punta e tenente nel becco un ramo d'olivo pure d'oro) |
|        | Saint-Dézéry de vair au chef losangé d'or et de sable (di vaio, al capo losangato d'oro e di nero) |
|        | Saint-Dionizy D'argent à l'olivier arraché de sinople (d'argento, all'olivo sradicato di verde) |
|        | Sainte-Croix-de-Caderle D'azur à la croix d'or cantonnée de quatre croisettes du même (d'azzurro, alla croce d'oro accantonata da quattro crocette dello stesso) |
|        | Saint-Étienne-des-Sorts D'hermine au pal losangé d'argent et de gueules (d'armellino, al palo losangato d'argento e di rosso) |
|        | Saint-Félix-de-Pallières D'azur au lévrier rampant d'argent, colleté de gueules et bouclé d'or (d'azzurro, al levriero rampante d'argento, collarinato di rosso e anellato d'oro) |
|        | Saint-Florent-sur-Auzonnet d'argent à la bande losangée d'or et de sinople (d'argento, alla banda losangata d'oro e di verde) |
|        | Saint-Geniès-de-Comolas d'hermine au chef losangé d'argent et d'azur (d'armellino, al capo losangato d'argento e d'azzurro) |
|        | Saint-Geniès-de-Malgoirès Écartelé : au premier et au quatrième fascé d'or et de sinople, au deuxième et au troisième de gueules aux trois bandes d'or (inquartato: nel 1º e 4º fasciato d'oro e di verde; nel 2º e 3º di rosso, a tre bande d'oro) |
|        | Saint-Gervais De sinople au pal losangé d'argent et d'azur (di verde, al palo losangato d'argento e d'azzurro) |
|        | Saint-Gilles D'azur à la biche couchée d'or, les pattes avant repliées, la tête contournée et blessée d'une flèche du même posée en barre (d'azzurro, alla cerva coricata d'oro, con le zampe anteriori ripiegate, la testa rivoltata e ferita da una freccia dello stesso posta in sbarra) |
|        | Saint-Hilaire-de-Brethmas D'or à la croix celtique de gueules, au comble losangé de sable et d'argent (d'oro, alla croce celtica di rosso, al colmo losangato di nero e d'argento) |
|        | Saint-Hilaire-d'Ozilhan De gueules au pal losangé d'or et d'azur (di rosso, al palo losangato d'oro e d'azzurro) |
|        | Saint-Hippolyte-de-Caton De gueules au pal losangé d'argent et d'azur (di rosso, al palo losangato d'argento e d'azzurro) |
|        | Saint-Hippolyte-de-Montaigu De sinople à la fasce losangée d'argent et de sinople (di verde, alla fascia losangata d'argento e di verde) |
|        | Saint-Hippolyte-du-Fort De gueules au château d'argent donjonné de deux tours du même, celle de dextre plus élevée que l'autre, ouvert et ajouré d'azur, posé sur une montagne aussi d'argent (di rosso, al castello d'argento torricellato di due pezzi dello stesso, quello di destra più elevato, aperto e finestrato d'azzurro, posto su una montagna pure d'argento) |
|        | Saint-Jean-de-Ceyrargues De gueules au pal losangé d'or et de sable (di rosso, al palo losangato d'oro e di nero) |
|        | Saint-Jean-de-Maruéjols-et-Avéjan De sinople à la fasce losangée d'or et de gueules (di verde, alla fascia losangata d'oro e di rosso) |
|        | Saint-Julien-de-Cassagnas De sable à la fasce losangée d'argent et de sable (di nero, alla fascia losangata d'argento e di nero) |
|        | Saint-Julien-de-la-Nef D'azur au navire d'or équipé d'argent flottant sur des ondes du même mouvant de la pointe, au chef aussi d'argent chargé de l'inscription SAINT-JULIEN en lettres capitales de sable (d'azzurro, alla nave d'oro equipaggiata d'argento navigante su onde dello stesso moventi dalla punta, al capo pure d'argento caricato dalla scritta SAINT-JULIEN in lettere maiuscole di nero) |
|        | Saint-Julien-de-Peyrolas D'argent au pal losangé d'argent et d'azur (d'argento, al palo losangato d'argento e d'azzurro) |
|        | Saint-Julien-les-Rosiers D'azur à la fasce losangée d'argent et de sable (d'azzurro, alla fascia losangata d'argento e di nero) |
|        | Saint-Just-et-Vacquières de sable à une vache d'argent cornée, onglée, colletée et clarinée d'or, au chef losangé d'or et de sable (di nero, alla vacca d'argento cornuta, unghiata, collarinata e sonagliata d'oro; al capo losangato d'oro e di nero) |
|        | Saint-Laurent-d'Aigouze D'argent au gril de sable (d'argento, alla graticola di nero) |
|        | Saint-Laurent-de-Carnols d'or à la bande losangée d'argent et d'azur (d'oro, alla banda losangata d'argento e d'azzurro) |
|        | Saint-Laurent-la-Vernède de sable au chef losangé d'or et d'azur (di nero, al capo losangato d'oro e d'azzurro) |
|        | Saint-Laurent-le-Minier De gueules à Saint Laurent d'argent auréolé d'or, tenant de sa main dextre une palme du même et de sa senestre un gril de sable levé (di rosso, al San Lorenzo d'argento nimbato d'oro, tenente con la mano destra una palma dello stesso e con la sinistra una graticola di nero alzata) |
|        | Saint-Mamert-du-Gard D'azur à l'agneau pascal d'or (d'azzurro, all'agnello pasquale d'oro) |
|        | Saint-Marcel-de-Careiret De sable à la fasce losangée d'argent et de gueules (di nero, alla fascia losangata d'argento e di rosso) |
|        | Saint-Martin-de-Valgalgues D'or à la fasce d'azur chargée de deux rangées de fusées d'or (d'oro, alla fascia d'azzurro caricata di due file di fusi d'oro) |
|        | Saint-Maurice-de-Cazevieille De gueules au pal losangé d'or et de sinople (di rosso, al palo losangato d'oro e di verde) |
|        | Saint-Maximin De sinople à la fasce losangée d'argent et de sable (di verde, alla fascia losangata d'argento e di nero) |
|        | Saint-Michel-d'Euzet De sinople au pal losangé d'argent et de gueules (di verde, al palo losangato d'argento e di rosso) |
|        | Saint-Nazaire D'azur à la fasce losangée d'or et de pourpre (d'azzurro, alla fascia losangata d'oro e di porpora) |
|        | Saint-Nazaire-des-Gardies D'azur à la croix d'or cantonnée de douze glands du même, trois dans chaque canton ordonnés en orle (d'azzurro, alla croce d'oro accantonata da dodici ghiande dello stesso, tre in ogni cantone, ordinate in orlo) |
|        | Saint-Paulet-de-Caisson De gueules au pal losangé d'or et de gueules (di roso, al palo losangato d'oro e di rosso) |
|        | Saint-Paul-les-Fonts Ecartelé : au premier de gueules aux six besants d'or ordonnés 3, 2 et 1, au deuxième d'azur à la chapelle d'or ouverte du champ, au troisième fascé ondé d'azur et d'argent, au quatrième de gueules à la croix cléchée, vidée et pommetée de douze pièces d'or (inquartato: nel 1º di rosso, a sei bisanti d'oro ordinati 3, 2 e 1; nel 2º d'azzurro, alla cappella d'oro aperta del campo; nel 3º fasciato ondato d'azzurro e d'argento; nel 4º di rosso, alla croce a chiave, vuota e pomettata di dodici pezzi d'oro) p |
|        | Saint-Pons-la-Calm D'hermine au pal losangé d'argent et de sable (d'armellino, al palo losangato d'argento e di nero) |
|        | Saint-Privat-de-Champclos d'argent à la bande losangée d'or et de sable (d'argento, alla banda losangata d'oro e di nero) |
|        | Saint-Privat-des-Vieux De vair à la fasce losangée d'argent et de gueules (di vaio, alla fascia losangata d'argento e di rosso) |
|        | Saint-Quentin-la-Poterie D'or aux sept pipes sortant d'un pot de terre, le tout au naturel (d'oro, a sette pipe uscenti da un vaso di terracotta, il tutto al naturale) |
|        | Saint-Roman-de-Codières - (palato d'armellino e di rosso, alla fascia d'oro attraversante) |
|        | Saint-Sauveur-Camprieu D'argent au taureau de sable sur une terrasse du même, au chef aussi de sable chargé de trois étoiles d'or (d'argento, al toro di nero, su una terrazza dello stesso, al capo pure di nero caricato di tre stelle d'oro) |
|        | Saint-Sébastien-d'Aigrefeuille D'azur à Saint Sébastien de carnation, ceinturé d'une étoffe d'argent, attaché à un arbre arraché d'or mouvant du chef, percé de cinq flèches aussi d'argent (d'azzurro, al San Sebastiano di carnagione, cinto di una stoffa d'argento, legato a un albero sradicato d'oro movente dal capo, trafitto da cinque frecce pure d'argento) |
|        | Saint-Siffret d'hermine au chef losangé d'or et d'azur (d'armellino, al capo losangato d'oro e d'azzurro) |
|        | Saint-Théodorit D'azur au pal losangé d'or et de sinople (d'azzurro, al palo losangato d'oro e di verde) |
|        | Saint-Victor-de-Malcap D'azur à Saint Victor vêtu à la romaine, la tête entourée de rayons, la main dextre sur la poitrine, tenant de la senestre une palme, ayant à ses pieds un casque taré de profil à dextre, le tout d'or sur une terrasse du même (d'azzurro, al San Vittorio vestito alla romana, la testa circondata di raggi, la mano destra sul petto, tenente con la sinistra una palma, con ai piedi un elmo posto a terra di profilo a destra, il tutto d'oro su una terrazza dello stesso) |
|        | Saint-Victor-des-Oules D'hermine au pal losangé d'or et de sable (d'armellino, al palo losangato d'oro e di nero) |
|        | Saint-Victor-la-Coste De gueules à la fasce losangée d'argent et de sinople (di rosso, alla fascia losangata d'argento e di verde) |
|        | Sainte-Anastasie D'argent au pal losangé d'argent et de sable (d'argento, al palo losangato d'argento e di nero) |
|        | Sainte-Cécile-d'Andorge D'or au pal losangé d'argent et de sable (d'oro, al palo losangato d'argento e di nero) |
|        | Saumane D'azur à Notre Dame d'or (d'azzurro, alla Notre Dame d'oro) |
|        | Sauve de gueules à la montagne de sable sommée d'une plante de sauge de trois branches de sinople, elle même encadrée en chef de l'inscription SAL SAL en lettres capitales aussi de sinople, à la muraille crénelée avec deux tours, le tout d'or maçonné de sable, mouvant de la pointe (di rosso, alla montagna di nero, cimata da una pianta di salvia di tre rami di verde, inquadrata in capo dalla iscrizione SAL SAL in lettere maiuscole pure di verde, alla muraglia merlata con due torri, il tutto d'oro murato di nero, movente dalla punta) |
|        | Sauveterre D'argent au mont au naturel parsemé d'oliviers de sinople, issant d'ondes d'azur, accompagné en chef à dextre d'une étoile soudée d'or (d'argento, al monte al naturale seminato di ulivi di verde, uscente da onde d'azzurro, accompagnato nella destra del capo da una stella saldata d'oro) |
|        | Sauzet d'or à la croix losangée d'argent et de sinople (d'oro, alla croce losangata d'argento e di verde) |
|        | Savignargues D'or à la bande d'azur, à Saint Martin donnant la moitié de son manteau à un pauvre, les corps humains de carnation et le reste de gueules, brochant sur le tout (d'oro, alla banda d'azzurro, al San Martino che dona la metà del suo mantello a un povero, i corpi umani di carnagione e il resto di rosso, attraversante sul tutto) |
|        | Saze de vair au chef losangé d'or et de gueules (di vaio, al capo losangato d'oro e di rosso) |
|        | Sernhac D'azur à la lettre S capitale d'or (d'azzurro, alla lettera maiuscola S d'oro) |
|        | Serviers-et-Labaume Parti de gueules et d'azur au pont de deux arches d'argent brochant sur le tout, à la champagne du même chargée d'une fasce ondée alésée aussi d'azur (partito di rosso e d'azzurro, al ponte di due archi d'argento attraversante sul tutto, alla campagna dello stesso, caricata da una fascia ondata scorciata pure d'azzurro) |
|        | Sommières de gueules au pont de cinq arches d'argent, maçonné de sable, sur une rivière courante d'argent, sommé d'une croix du même accostée de deux tours aussi d'argent (ouvertes et ajourées de sable sur le site de la mairie ) (di rosso, al ponte di cinque archi d'argento, murato di nero, su un fiume scorrente d'argento [non presente nell'immagine], cimato da una croce dello stesso accostata da due torri pure d'argento) (aperte e finestrate di nero sul sito del comune ) |
|        | Soudorgues D'azur à la fleur de lys d'argent soutenue d'un croissant du même (d'azzurro, al giglio d'argento sostenuto da un crescente dello stesso) |
|        | Soustelle De gueules au chevron ondé d'argent accompagné, en pointe, d'une clef d'or (di rosso, allo scaglione ondato d'argento, accompagnato in punta da una chiave d'oro) |
|        | Souvignargues D'azur à la tour d'argent, ouverte, ajourée et maçonnée de sable, soutenue de deux scorpions d'argent le dextre mis en bande le senestre en barre (d'azzurro, alla torre d'argento, aperta, finestrata e murata di nero, sostenuta da due scorpioni d'argento, quello a destra posto in banda e quello a sinistra in sbarra) |
|        | Tavel Orangé au chef fuselé de sinople et d'or (d'arancio, al capo fusato di verde e d'oro) |
|        | Uzès fascé d'argent et de gueules de six pièces, au chef d'azur chargé de trois fleurs de lys d'or (fasciato d'argento e di rosso, al capo d'azzurro caricato di tre gigli d'oro) |
|        | Vallabrix D'hermine au pal losangé d'or et de sinople (d'armellino, al palo losangato d'oro e di verde) |
|        | Vallérargues De vair au pal losangé d'argent et de gueules (di vaio, al palo losangato d'argento e di rosso) |
|        | Valliguières d'or, à la croix losangée d'argent et de gueules (d'oro, alla croce losangata d'argento e di rosso) |
|        | Vauvert D'argent au veau de gueules passant sur une terrasse de sinople, adextré d'un saule du même (d'argento, alla vacca di rosso passante su una terrazza di verde, addestrata da un salice dello stesso) |
|        | Vénéjan d'or à la bande losangée d'argent et de sinople (d'oro, alla banda losangata d'argento e di verde) |
|        | Verfeuil De vair au pal losangé d'argent et de sable (di vaio, al palo losangato d'argento e di nero) |
|        | La Vernarède D'or à la bande losangée de gueules et d'argent accompagnée, en chef, de deux pics de sable passés en sautoir et, en pointe, d'une lampe de mineur du même (d'oro, alla banda losangata di rosso e d'argento, accompagnata in capo da due picconi di nero posti in decusse e, in punta, da una lampada da minatore dello stesso) |
|        | Vers-Pont-du-Gard D'azur au pal losangé d'or et de gueules (d'azzurro, al palo losangato d'oro e di rosso) |
|        | Vic-le-Fesq De vair à la fasce losangée d'argent et d'azur (di vaio, alla fascia losangata d'argento e d'azzurro) |
|        | Le Vigan d'azur à deux lettres V capitales d'argent dont l'une et renversée et entrelacée avec l'autre, accompagnées de trois étoiles en chef et d'un croissant en pointe, le tout d'or (d'azzurro, a due lettere maiuscole V d'argento, una delle quali rovesciata e allacciata all'altra, accompagnate da tre stelle in capo e da un crescente in punta, il tutto d'oro) |
|        | Vissec D'argent au lion de sable, au chef d'azur chargé du nom VISSEC en lettres capitales d'or (d'argento, al leone di nero; al capo d'azzurro, caricato dalla scritta VISSEC in lettere maiuscole d'oro) |